# Юрятино (Калужская область)
Юрятино — деревня в Тарусском районе Калужской области в составе сельского поселения Волковское.

## География
Деревня расположена на берегу реки Протва, в 1 км от деревни Хрущёво, в 2 — от Волковского и в 11 — от районного центра.
На севере граничит с городом ядерных физиков Протвино, в честь которого названа одна из улиц.
В Юрятино находятся 2 моста, которые соединяют село и Протвино.

## Население
| 2002 | 2010 |
| ---- | ---- |
| 69   | ↘45  |

## Уличная сеть
| Название          | Индекс | Район | Значимые объекты | Год основания | Комментарии                                                                            |
| ----------------- | ------ | ----- | ---------------- | ------------- | -------------------------------------------------------------------------------------- |
| улица Дачная      | 249109 | —     |                  |               | Название произошло из-за близкого соседства с СНТ «Протва-1», «Протва-2» и «Протва-3». |
| улица Заречная    | 249109 | —     |                  |               | Названа так из-за близкого расположения к реке Протве.                                 |
| улица Звёздная    | 249109 | —     |                  |               |                                                                                        |
| улица Протвинская | 249109 | —     |                  |               | Названа из-за близкого расположения к городу Протвино.                                 |

## Достопримечательности

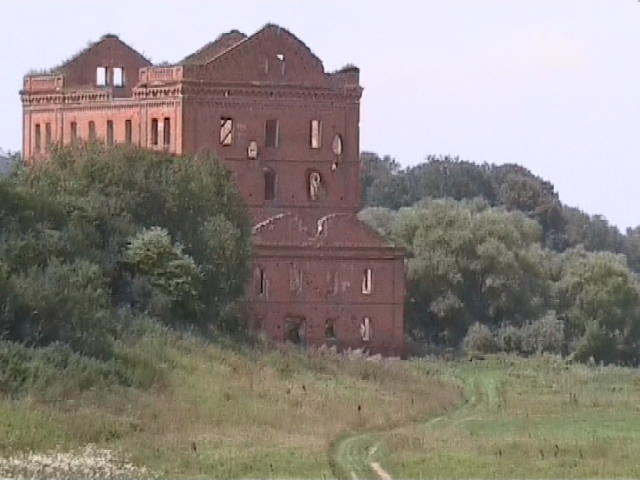
Мельница в Юрятино

• На берегу реки Протвы находится 5-этажное здание - Юрятинская мельница. Была построена в XVIII веке, и изначально выстроена из дерева. Позже, принадлежала купчихе Костяковой, а в 1885 году выкуплена предприимчивыми братьями - купцами Петром и Николаем Бобровыми. По проекту Серпуховского архитектора В. И. Груздина здание построено из красного кирпича на выкладке из смеси гашеной извести и яичного белка. Мельница состоит из двухэтажной пристройки и пятиэтажного корпуса. На берегу реки выведена система из турбины и водяного колеса. Вращение турбины обеспечивает течение р. Протвы. В 1941 году в мельницу были направлены 2 минометных выстрела, разрушившие крышу и верхний этаж. До 1953 года мельница использовалась как источник электроэнергии. В 80х годах высокое здание сделали объектом для тренировок скалолазов, но в 1985 году восемнадцатилетняя девушка Ирина Градскова сорвалась и трагически погибла. Больше объект не был использован для рекреационных целей, и является культурным объектом деревни Юрятино.
• Подвесной мост через р. Протву.